# Samael

Anděl smrti

Samael (סַמָּאֵל‎ Samáél „jed Boží“ či „slepota Boží“), zřídka též Smil, Samil či Samiel, je archanděl objevující se v talmudické a po-talmudické židovské literatuře. Bývá ztotožňován s hadem z ráje, andělem smrti, jecer hara „sklonem ke zlu“, Satanem, Beliálem i Ašmodajem, přičemž však není chápán čistě negativně, ale jako nutný a blahodárný nástroj ničící hříšníky.
Ze židovských zdrojů se Samael objevuje například v dílech Targum, Zohar nebo Kapitolách rabína Eliezera. Je v nich ztotožňován s andělem smrti a především hadem z ráje a taktéž se tvrdí, že s ním Eva zplodila Kaina. Podle midraše Šemot Raba stojí před Božím trůnem společně s Michaelem, přičemž Samael je žalobcem (satan) proti Izraeli, zatímco Michael obhájcem, Jalkut Hadaš jej přímo ztotožňuje se Satanem a také s hadem z ráje. Midraš Devarim Raba jej označuje za „náčelníka satanů“, což připomíná „knížete temnot“ z Matoušova evangelia, rabín Eliezer jej však zároveň označuje za „velkého nebeského knížete“. Eliezer taktéž uvádí, že Samael má dvanáct křídel a má na povel armádu démonů. Další zdroje jej označují za patrona Římské říše a království Edóm, tvrdí, že vedl anděly, jež s lidskými ženami zplodili nefilim a že jeho manželkou byla Lilith.